# Een vrouw tussen hond en wolf
Een vrouw tussen hond en wolf is een Belgisch-Franse dramafilm uit 1979 onder regie van André Delvaux.

## Verhaal
Het Antwerpse meisje Lieve wordt tijdens de Tweede Wereldoorlog verliefd op een Franstalige verzetsstrijder, terwijl haar Vlaams-nationalistische man als vrijwilliger aan het oostfront vecht. Het verhaal begint in 1940 en eindigt twaalf jaar later. Lieve is nog steeds verscheurd tussen de liefde voor twee mannen, maar ze beseft dat ze voor geen van beiden belangrijk is. Ze laat hen daarom allebei in de steek.

## Rolverdeling
| Acteur                   | Personage                      |
| ------------------------ | ------------------------------ |
| Marie-Christine Barrault | Lieve                          |
| Rutger Hauer             | Adriaan                        |
| Roger Van Hool           | François                       |
| Senne Rouffaer           | Priester                       |
| Bert André               | Slager                         |
| Raf Reymen               | Oom Georges                    |
| Hector Camerlynck        | Oom Odilon                     |
| Mathieu Carrière         | Soldaat uit Duitsland          |
| Yves Robert              | Werkman                        |
| Tine Balder              | Tante Mélanie                  |
| Jenny Tanghe             | Tante Anna                     |
| Greta Van Langendonck    | Susanne                        |
| Janine Bischops          | Tante Leontien                 |
| Johny Voners             | Oom Nand                       |
| Marc Bober               | Postbode                       |
| Jean-Claude Van Damme    | Bioscoopbezoeker / man in tuin |